# Liga Manager Online
Der Liga Manager Online (kurz LMO) ist eine freie Software zum Verwalten von Sportligen mit Tabellen im Internet.

## Geschichte
Ursprünglich wurde der LMO von Frank Hollwitz entwickelt (bis Version 3.02b). Da es freie Software ist, die unter einer GNU General Public License veröffentlicht wird, haben sich René Marth und andere entschlossen, den Ligamanager weiter zu verbessern. Inzwischen gibt es einige Erweiterungen und einige zusätzliche Module, die integriert wurden.

## Funktionen
Der LMO ist in PHP geschrieben und somit ein serverseitiges Script, mit dem über ein Webinterface von einem oder mehreren Administratoren die Ligen verwaltet werden können. Es können sowohl Ligen als auch K.-o.-Turniere mit dem LMO verwaltet werden. Es werden die Tabellen automatisch berechnet, Kreuztabellen und Spielpläne erstellt. Es gibt eine Kalenderfunktion, eine Ligastatistik und Fieberkurven der Tabellenränge der einzelnen Mannschaften. Außerdem kann man ein Tippspiel online anbieten und eine eigene Spielerstatistik führen. Derzeit ist der LMO in elf Sprachen verfügbar. Die Version ist seit 15. Oktober 2005 LMO 4.0.0. Über Templates lässt sich das Aussehen des LMO sehr gut und flexibel in schon vorhandene Internetseiten integrieren.

## Erweiterungen
Zum LMO wurden verschiedene Erweiterungen entwickelt.
Über eine Schnittstelle können selbstentwickelte Erweiterungen eingebunden werden.
Im Standard-Download sind folgende Erweiterungen enthalten:
- LMO-Classlib
- LMO-Viewer
- Tippspiel-Add-on
- Spielerstatistik-Add-on
- Minitabellen-Add-on
- LMO-Ticker-Add-on
- Wap-Add-on

Weitere Erweiterungen, die im Netz verfügbar sind:
- Teamplan
- Teamvergleich
- Nextgame Block
- Toptipper
- Limporter zum Importieren von Ligen (wegen eines Rechtsstreites mit fussball.de, vertreten durch die Deutsche Telekom nicht mehr erhältlich)